# Lenguas bahnáricas
Las lenguas bahnáricas son un grupo de unas 30 o 40 lenguas austroasiáticas habladas por unas 700 000 personas en Vietnam, Camboya y Laos. Paul Sidwell demostró que dentro de las lenguas austroasiáticas cuanto mayor semejanza léxica tiene un grupo con los grupos bahnáricos y katuicas, tanto mayor cercanía geográfica tiene con estos grupos, aun cuando no existe una innovación común al bahnárico y el katuico que sugiera que estos dos grupos formen una rama. Eso sugiere que el área donde se hablan estos grupos es un área de difusión para el resto de grupos.

## Clasificación
La diversidad interna de las lenguas bahnáricas sugiere que el grupo empezó a diversificarse hace unos 3000 años. El bahnárico septentrional se caracteriza por la existencia de una oposición de registro entre voz murmurada y voz modal, que en sedang ha evolucionado a una voz modal-rehilada.
Sidwell (2009) tentativamente divide el grupo bahnárico en cuatro ramas, clasificando el idioma cua (kor) como lengua independiente que forma el bahnárico oriental:
- Bahnárico occidental
  - Jru' (laven), Juk, Su'.
  - Nyaheun.
  - Oi-The-Sok, Sapuan, Cheng.
  - Brao, Laveh, Krung, Kravet.
- Bahnárico central
  - Taliang (Kasseng)
  - Alak
  - central meridional
    - Tampuon
    - Bahnar
    - Bahnárico meridional
      - Chrau
      - Sre
      - Stieng
      - Mnong
- Bahnárico septentrional
  - Halang, Kayong
  - Jeh
  - Kotau
  - Tadrah, Modrah.
  - Sedang
  - Hrê
  - Monom (Bonam)
  - Rengao
  - Kaco’, Ramam
- Bahnárico oriental
  - Cua (Kor)

### Comparación léxica
Los numerales comparados de diferentes lenguas bahnáricas son:
| GLOSA | Septentrional | Septentrional | Septentrional  | Septentrional | Septentrional | Septentrional | Septentrional | Septentrional | Septentrional   | Oriental | PROTO- BAHNÁRICO    |
| GLOSA | Bahnar        | Tampuan       | Kaco' (Kachok) | Halang        | Hre           | Jeh           | Rengao        | Sedang        | Todrah (Mo'dra) | Cua      | PROTO- BAHNÁRICO    |
| ----- | ------------- | ------------- | -------------- | ------------- | ------------- | ------------- | ------------- | ------------- | --------------- | -------- | ------------------- |
| 1     | moːɲ          | maoɲ          | mᵊnɔ̃ʷ          | mo̤iʔ          | moːiʔ         | mṳaiʔ         | mo̤iʔ          | moːi          | muə̤̆i            | muːiʔ    | *muəi               |
| 2     | ʔbaːr         | pi̤ər          | piɾl           | bar           | baiʔ          | bal           | bar           | peˤa          | bar             | vaːl     | *ɓaːr               |
| 3     | peːŋ          | paiŋ          | pɑi            | pe            | piʔ           | pei           | pi            | paˤi          | pi              | pe       | *pɛ                 |
| 4     | pwan          | pwan          | pɔn            | puən          | pun           | puən          | pun           | puˤn          | pun             | poːt     | *puən               |
| 5     | pəʔdam        | pata̤m         | pᵊdʌpm̩         | bədăm         | pədam         | pədăm         | padăm         | pətaˤam       | padăp           | (kə)dap  | *pɗam               |
| 6     | tədrəw        | trao          | tⁱɑo           | dədrăw        | tədra̤w        | tədrăw        | tadru         | tədraˤw       | taⁿdru          | (ka)drəu | *tᵊ-draw < *t(n)raw |
| 7     | təpəh         | tampaəh       | tᵊpɔx          | təpe̤h         | təpe̤h         | təpe̤h         | tapă̤ih        | təpah         | tape̤ih          | (ka)pəh  | *t-pəh              |
| 8     | təhŋaːm       | taŋhaːm       | tᵊhɛ̃ːm         | təham         | nəhim         | təham         | taham         | təheˤam       | tahim           | tʰəːm    | *t-(n)haːm          |
| 9     | təsin         | ʔɲçən         | ⁿɟɵːn          | čəčĭn         | həči̤n         | təčĕ̤n         | tačĭ̤n         | təčin         | taci̤n           | (ka)siːt | *t-ceː₂n            |
| 10    | miɲ ɟĭt       | ʔɲcɨ̤t         | ⁿɟʌt           | ɟă̤t           | (hə)ɟa̤t       | ɟă̤t           | ɟă̤t           | moːi čat      | ɟă̤t             | kɨ̆l      | *ɟɨt                |
| GLOSA | Occidental   | Occidental | Occidental | Occidental | Occidental   | Occidental | Occidental | Meridional  | Meridional    | Meridional     | Meridional    |
| GLOSA | Laveh (brao) | Kru'ng     | Laven      | Nyaheun    | Jeng (Cheng) | Oi         | Sapuan     | Ko'ho (Sre) | Mnong central | Mnong oriental | Chrau- Stieng |
| ----- | ------------ | ---------- | ---------- | ---------- | ------------ | ---------- | ---------- | ----------- | ------------- | -------------- | ------------- |
| 1     | muːi         | muːi       | mui        | muːi       | muəi         | mui        | mui        | dul         | mwai          | mueː           | muoːi         |
| 2     | baːr̃         | baːr       | bər        | baːn       | mbar         | bar̃        | bar        | ba̤r         | p̤ar           | bar            | val           |
| 3     | pɛː          | pɛː        | pɛ         | pɛ         | pɛ           | pae        | pɛ         | pe          | pɛ            | pai            | pe            |
| 4     | puən         | puən       | puan       | puan       | puon         | puan       | puan       | poan        | pwăn          | puoːn          | puoːn         |
| 5     | šəːŋ         | çəːŋ       | sʌŋ        | sɐːŋ       | səŋ          | sɨŋ        | səŋ        | pram        | prăm          | prăm           | prăm          |
| 6     | tr̃əw         | trəw       | trăw       | tro        | traw         | tr̃ao       | trăw       | prau        | praw          | pro            | prau          |
| 7     | pəh          | pəh        | pʌh        | pah        | pʌh          | pah        | pah        | poh         | pɵh           | poh            | pŏh / paːh    |
| 8     | tʰaːm        | tʰaːm      | tʰam       | tʰaːm      | tʰʌm         | tʰaːm      | tʰam       | pʰa̤m        | pʰam          | pam            | pʰam          |
| 9     | čɛn          | cɛːn       | cin        | cin        | cĭn          | čin        | cĭn        | sin         | cʰən          | sɯ̆n            | suˀn          |
| 10    | čɪt          | (muːi) cit | cĕt        | cit        | cĭt          | čĭt        | (mui) ɟĭt  | ɟət         | c̤ət           | măt            | maːt          |